# Crato (Portogallo)
Crato ('kɾatu) è un comune portoghese di 4 348 abitanti situato nel distretto di Portalegre.
Crato fu fin dal 1340 sede del quartier generale dei Cavalieri Ospitalieri in Portogallo.

## Società

### Evoluzione demografica
| Popolazione di Crato (1801 – 2004) | Popolazione di Crato (1801 – 2004) | Popolazione di Crato (1801 – 2004) | Popolazione di Crato (1801 – 2004) | Popolazione di Crato (1801 – 2004) | Popolazione di Crato (1801 – 2004) | Popolazione di Crato (1801 – 2004) | Popolazione di Crato (1801 – 2004) | Popolazione di Crato (1801 – 2004) |
| ---------------------------------- | ---------------------------------- | ---------------------------------- | ---------------------------------- | ---------------------------------- | ---------------------------------- | ---------------------------------- | ---------------------------------- | ---------------------------------- |
| 1801                               | 1849                               | 1900                               | 1930                               | 1960                               | 1981                               | 1991                               | 2001                               | 2004                               |
| 2968                               | 3069                               | 6074                               | 8253                               | 8642                               | 5642                               | 5064                               | 4348                               | 3995                               |

## Freguesias
- Aldeia da Mata
- Crato e Mártires
- Flor da Rosa
- Gáfete
- Monte da Pedra
- Vale do Peso